# برك (جلغة بهاباد)
برك (بالفارسية: پرک) هي قرية تقع في إيران في قسم جلغة الريفي. يقدر عدد سكانها بـ 43 نسمة بحسب إحصاء 2016.